# (111913) Davidgans
(111913) Davidgans es un asteroide perteneciente al cinturón de asteroides, descubierto el 1 de abril de 2002 por el equipo del Proyecto KLENOT desde el Observatorio Kleť, České Budějovice, República Checa.

## Designación y nombre
Designado provisionalmente como 2002 GD. Llamado así por David ben Solomon Gans (1541-1613) quien fue un cronista, matemático, geógrafo y astrónomo judío. Nacido en Alemania, se trasladó a Praga en 1564, donde se convirtió en alumno del Rabino Loew y entró en contacto con Johannes Kepler y Tycho Brahe. Es más conocido por sus obras Tzemach David y Nechmad ve-Naim.

## Características orbitales
Davidgans está situado a una distancia media del Sol de 3,081 ua, pudiendo alejarse hasta 3,468 ua y acercarse hasta 2,694 ua. Su excentricidad es 0,126 y la inclinación orbital 9,402 grados. Emplea 1975,19 días en completar una órbita alrededor del Sol.
Los próximos acercamientos a la órbita de Júpiter ocurrirán el 31 de enero de 2070, el 1 de noviembre de 2079 y el 10 de abril de 2139.

## Características físicas
La magnitud absoluta de Davidgans es 14,86. 